# Джонатан Стрендж и мистер Норрелл
«Джонатан Стрендж и мистер Норрелл» (англ. Jonathan Strange & Mr Norrell) — опубликованный в 2004 году дебютный роман британской писательницы Сюзанны Кларк. Действие романа происходит в альтернативной Англии XIX века в период Наполеоновских войн; магия когда-то существовала в Англии и теперь снова возвращается благодаря двум мужчинам: Гильберту Норреллу и Джонатану Стренджу. Жанр романа описывается как фэнтези, альтернативная история или исторический роман. Концентрируясь в первую очередь на взаимоотношениях главных героев, Кларк также поднимает такие темы, как сущность «английскости», грань между разумом и безумием, связанные с Англией культурные стереотипы.
В повествовании задействованы традиционные приемы романтической литературы (комедия нравов, элементы готической повести, байронический герой). Язык романа стилизован под манеру письма авторов XIX века, в частности Джейн Остен и Чарльза Диккенса. Кларк описывает сверхъестественное, используя приземленные детали. Она дополняет текст почти двумястами примечаниями, очерчивающими предысторию событий и детали вымышленного мира.
Кларк работала над романом в течение десяти лет начиная с 1992 года. В сентябре 2004 года он был опубликован издательством Bloomsbury с иллюстрациями Портии Розенберг. Издательство было настолько уверено в успехе книги, что тираж составил 250 000 экземпляров. Роман был хорошо принят критиками и занял третье место в списке бестселлеров New York Times. Он вошел в лонг-лист Букеровской премии 2004 года и получил премию «Хьюго» за лучший роман в 2005 году.

## Сюжет

### Том 1. Мистер Норрелл
Действие романа начинается осенью 1806 года в северной Англии. Учёному обществу йоркских волшебников, состоящему из «магов-теоретиков», по мнению которых магия ушла из мира несколько столетий назад, становится известно о существовании «практикующего мага» мистера Гильберта Норрелла. Норрелл доказывает свои способности, заставив говорить статуи Йоркского собора. Джон Чилдермас, давний слуга мистера Норрелла, убеждает члена общества волшебников Джона Сегундуса написать об этом событии в лондонскую газету.
Статья Сегундуса вызывает значительный интерес к мистеру Норреллу, который переезжает в Лондон, чтобы возродить практическую английскую магию. Он входит в общество и знакомится с членом Кабинета министров, сэром Уолтером Поулом. Чтобы завоевать репутацию, мистер Норрелл пытается воскресить невесту сэра Уолтера, Эмму Уинтертаун. Он призывает эльфа — «джентльмена с волосами, как пух», — который заключает с мистером Норреллом сделку: если он вернёт Эмму к жизни, то половину отведённого ей срока она проведёт с эльфами. Когда новость о воскрешении Эммы и её счастливом браке с сэром Уолтером распространяется, магия становится уважаемым занятием, и правительство обращается к мистеру Норреллу с просьбами о помощи в войне с Наполеоном.
В Лондоне мистер Норрелл встречает уличного чародея Винкулюса, который изрекает пророчество о безымянном рабе и двух английских волшебниках, но Норрелл прогоняет его. Позже во время путешествия Винкулюс встречает Джонатана Стренджа, молодого джентльмена из Шропшира, повторяет ему то же пророчество и побуждает Стренджа стать волшебником. Тем временем джентльмен с волосами, как пух, проникается расположением к Стивену Блэку, чернокожему дворецкому сэра Уолтера, и обещает сделать его королём. Эмма (теперь леди Поул) впадает в апатию. Она почти не разговаривает, и её попыткам объяснить, что с ней происходит, препятствует магия. Ни один врач не может исцелить её и, по словам Норрелла, магия также бессильна. Каждый вечер она и Стивен вынуждены посещать балы джентльмена с волосами, как пух, в его волшебном королевстве «Утраченная Надежда» и танцевать там ночь напролёт, о чём неизвестно другим персонажам.

### Том 2. Джонатан Стрендж
Действие второго тома начинается летом 1809 года. Стрендж отправляется в Лондон, чтобы встретиться с мистером Норреллом. Между ними тут же возникает спор о важности Джона Аскгласса (легендарного Короля-ворона) для английской магии. По мнению Стренджа, «без Короля-ворона не было бы ни магии, ни волшебников», в то время как Норрелл считает, что Король-ворон принёс в Англию войну и должен быть предан забвению. Несмотря на расхождение волшебников во мнениях и разность их темпераментов, Стрендж становится учеником Норрелла. Норрелл, тем не менее, умышленно скрывает от Стренджа некоторые знания.
Леди Поул и жена Стренджа, Арабелла, становятся подругами; несколько раз леди Поул пытается рассказать Арабелле о ночах, которые она вынуждена проводить на балах эльфов, но магия препятствует этому, и она каждый раз сбивается на постороннюю историю. Арабелла также встречает в доме Поулов джентльмена с волосами, как пух, но считает его просто одним из жильцов. Не обладая знаниями своего мужа, она оказывается под угрозой эльфийских чар.
Стрендж и Арабелла становятся популярной парой в Лондоне. Члены Кабинета министров находят, что иметь дело со Стренджем гораздо проще, чем с Норреллом, и отправляют его помочь герцогу Веллингтону в Пиренейской кампании. Больше года Стрендж помогает армии: создает дороги, передвигает города и заставляет мертвецов говорить. После своего возвращения Стрендж терпит неудачу, пытаясь исцелить безумие Георга III, однако ему удаётся спасти короля от чар джентльмена с волосами, как пух, который задался целью сделать королём Стивена. Затем Стрендж помогает победить Наполеона в битве при Ватерлоо.
Разочаровавшись в Норрелле как учителе, Стрендж пишет отрицательную рецензию на книгу, посвящённую теориям Норрелла по поводу современной магии; в частности, Стрендж оспаривает точку зрения Норрелла на Короля-ворона. Английская публика разделяется на «норреллитов» и «стренджистов»; Норрелл и Стрендж разрывают отношения, хотя и не без сожалений. Стрендж возвращается домой и работает над собственной книгой, «История и практика английской магии». Арабелла исчезает, затем неожиданно появляется снова, больная и ослабленная. Три дня спустя она умирает.

### Том 3. Джон Аскгласс
Действие третьего тома начинается в январе 1816 года. Чилдермас сталкивается с сильной магией, источником которой не является ни Норрелл, ни Стрендж. В это же время леди Поул пытается застрелить мистера Норрелла, когда он возвращается домой; пуля достаётся Чилдермасу, но не убивает его. Впоследствии, муж передаёт леди Поул на попечение Джона Сегундуса, открывшего в деревне дом для умалишённых. Во время путешествия на север Стивен встречает Винкулюса, который повторяет своё пророчество: «безымянный раб воцарится в чужой земле». Стивен считает, что эти слова относятся к нему, но джентльмен с волосами, как пух, спорит, что речь о Короле-вороне.
Стрендж уезжает в Венецию и знакомится с Флорой Грейстил. Они увлекаются друг другом, и друзья Стренджа считают, что он может снова жениться. Однако после опасных магических экспериментов, ставящих под угрозу его разум, Стрендж получает доступ в Страну фей, где находит Арабеллу, живую, но в плену. Джентльмен с волосами, как пух, проклинает Стренджа, насылая на него Вечную Ночь, сверхъестественную тьму, поглощающую его и следующую за ним, куда бы он не шёл. Стремление освободить Арабеллу превращается в навязчивую идею Стренджа, и его письма к друзьям становятся всё более безумными. По его указанию Флора с семьёй уезжает в Падую и уединяется в своём доме с зеркалом, которое он ей дал. Стрендж возвращается в Англию и даёт Чилдермасу указания, которые позволяют освободить леди Поул от чар. Принеся с собой Вечную Ночь, Стрендж приходит к Норреллу с просьбой помочь ему расколдовать Арабеллу, призвав Джона Аскгласса. Хотя сначала они верят, что им это удалось, позже они приходят к выводу, что их контакт с Джоном Аскглассом был случайным. Из-за неточности в заклинании джентльмена они оказываются заперты в Вечной Ночи вместе и не могут отдаляться друг от друга. Им удаётся отправить Арабеллу через зеркало в Падую, где её ждет Флора. После того, как чары джентльмена с волосами, как пух, разрушаются, Стивен уничтожает его и становится новым королём «Утраченной Надежды».
В финальной сцене Стрендж в разговоре с Арабеллой обещает, что однажды сможет рассеять вечную тьму и вернуться к ней. Они с Норреллом исчезают из Англии в неизвестном направлении. В Англии появляются всё новые и новые волшебники, знаменуя наступление новой эпохи английской магии.

## Создание и публикация

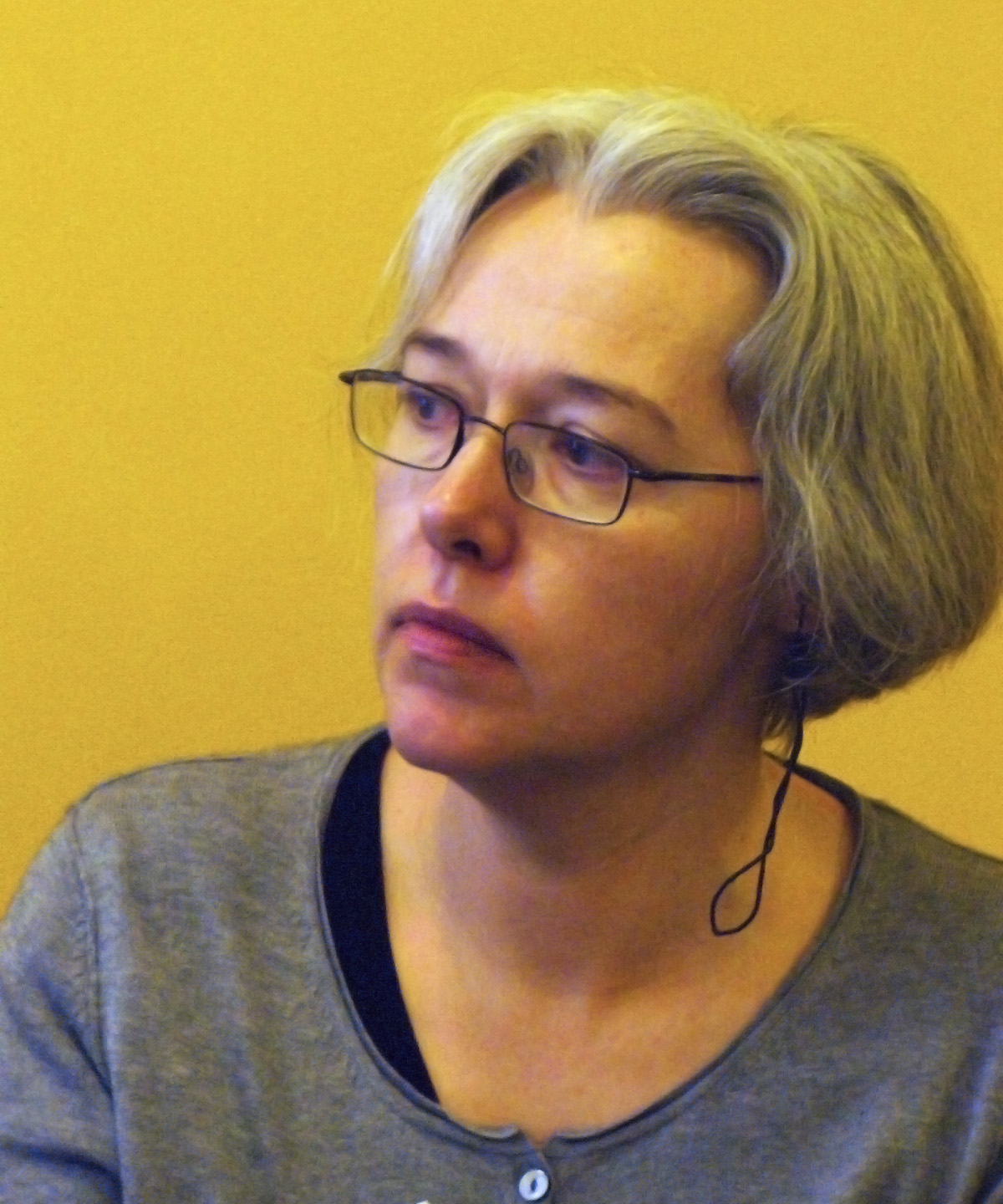
Сюзанна Кларк сказала в интервью: «Меня очаровывают волшебники. Они всегда нравились мне в книгах таких авторов, как Дж.Р.Р. Толкин и К.С. Льюис — „Хроники Нарнии“ были моей любимой книгой в детстве».

Идея создания «Джонатана Стренджа и мистера Норрелла» впервые появилась у Кларк в год, когда она преподавала английский в Бильбао, Испания: «У меня было что-то вроде сна наяву — о человеке в одежде XVIII столетия в месте, похожем на Венецию; он разговаривал с какими-то английскими туристами. И я почувствовала, что у него есть некое магическое прошлое: он занимался магией, но что-то пошло совершенно не так». Она также перечитала незадолго до этого «Властелина колец» Дж. Р. Р. Толкина, и это вдохновило её на «попытку написать роман о магии и фэнтези».
После возвращения из Испании в 1993 году Кларк начала серьёзно размышлять о написании романа. Она записалась на пятидневный писательский семинар, посвященный фэнтези и научной фантастике, под руководством Колина Гринлэнда и Джеффа Раймана. Студенты должны были подготовить рассказ перед посещением семинара, но у Кларк были только «охапки» материала для романа. На их основе она создала рассказ «Дамы из Грейс-Адье» о трёх женщинах, которые тайно практикуют магию, и об этом узнаёт знаменитый Джонатан Стрендж. Гринлэнд был так впечатлён рассказом, что отправил отрывок своему другу, писателю Нилу Гейману. Позже Гейман сказал об этом: «Было пугающе, с моей точки зрения, читать настолько убедительный первый рассказ… Как увидеть, что кто-то впервые в жизни садится за пианино и сразу играет сонату». Гейман показал рассказ своему другу, автору научной фантастики и издателю Патрику Нильсену Хейдену. Кларк узнала об этих событиях, когда Хейден позвонил ей и предложил опубликовать её рассказ в антологии «Starlight 1», включающей произведения хорошо известных авторов фэнтези и научной фантастики. Она согласилась. Книга получила Всемирную премию фэнтези за лучшую антологию в 1997 году.
В течение следующих десяти лет Кларк работала над романом в свободное время, полный рабочий день редактируя кулинарные книги для Simon & Schuster в Кембридже. Она также публиковала рассказы в антологиях «Starlight 2» и «Starlight 3»; согласно New York Times, её работы были известны в узком кругу поклонников фэнтези и критиков в Интернете. Однако она никогда не была уверена, что закончит роман и что он будет опубликован. Кларк старалась писать по три часа каждый день, начиная в 5:30 утра. Вместо того, чтобы писать роман от начала до конца, она создавала отдельные фрагменты, а потом старалась соединить их воедино. Кларк прокомментировала такой метод работы следующим образом: «…Я чувствовала, что если бы я вернулась назад и начала сначала, [роману] не хватало бы глубины, и я только двигалась бы по поверхности того, что могла бы сделать. Но если бы я знала, что это займёт десять лет, я бы никогда не начала. Меня подбадривала мысль о том, что я закончу его в следующем году или через год». Кларк и Гринлэнд влюбились друг в друга, пока она писала роман, и стали жить вместе. Гринлэнд не читал роман до его публикации.
Около 2001 года Кларк «начала отчаиваться» и стала искать кого-то, кто помог бы ей закончить и продать книгу. Джайлз Гордон стал её агентом и продал неоконченную рукопись Bloomsbury в начале 2003 года, после того, как два издательства отклонили роман как непригодный для продажи. Bloomsbury были настолько уверены, что роман будет успешным, что предложили Кларк аванс в один миллион фунтов стерлингов. Они выпустили 250 000 экземпляров книги (в твёрдой обложке) одновременно в США, Британии и Германии. Семнадцать переводов были начаты до выхода первой английской публикации. «Джонатан Стрендж и мистер Норрелл» был впервые опубликован в США 8 сентября 2004 года, в Великобритании — 30 сентября, в других странах — 4 октября..

## Стиль
Стиль Кларк часто описывается как пастиш, преимущественно основанный на работах британских писателей XIX века, в частности, Чарльза Диккенса, Джейн Остен и Джорджа Мередита. Второстепенные персонажи Кларк напоминают карикатуры Диккенса. Относительно влияния Остен, сама Кларк отмечает, что оно особенно сильно «в домашних сценах, в гостиных, где люди в основном болтают о магии», в то время как Диккенс преобладает «каждый раз когда становится больше действия или описаний». Многие рецензенты сравнивают стиль Кларк в первую очередь именно со стилем Остен, однако Грегори Фили в своей рецензии для The Weekly Standard спорит, что «причины сходства в основном поверхностные». Он пишет, что «Остен быстро переходит к делу, в то время как Кларк вовлекает в любопытную повествовательную стратегию продолжительных отсрочек и задержек». К примеру, Кларк упоминает Джонатана Стренджа уже на первой странице романа, но только в примечании. Он появляется в примечаниях и дальше, но как персонаж он вводится в повествование только во второй четверти романа.
В «Джонатане Стрендже и мистере Норрелле» сдержанный юмор Кларк зачастую основан на приземленном описании удивительного. Например, рассказчик замечает: «Как было замечено (дамой бесконечно более умной, нежели автор этих строк), мир благорасположен к тем, кто женится или умирает в юные лета. Вообразите же интерес к мисс Уинтертаун! Ни одной юной леди ещё не удавалось умереть во вторник, воскреснуть в ночь на среду и выйти замуж в четверг; некоторые даже считали, что для одной недели это многовато». Как объясняет Мишель Фейбер в своей рецензии для «The Guardian», «здесь одновременно представлены все определяющие черты стиля Кларк»; среди таковых он отмечает, в частности, насмешливый остеновский тон и прозаическое использование сверхъестественного.
Роман содержит 185 примечаний, описывающих тщательно проработанную историю английской магии. Временами они занимают целые страницы. Майкл Дирда в своей рецензии для The Washington Post пишет, что эти примечания «представляют тщательно проработанные мини-эссе, которые касаются анекдотов из жизни полулегендарных магов, описывают странные книги и их содержание, содержат размышления о ранних годах и дальнейшей судьбе Короля-ворона». Этот обширный экстратекстуальный аппарат представляет собой реминисценцию на постмодернистские работы, в частности на «Бесконечную шутку» Дэвида Фостера Уоллеса и «Мэйсон и Диксон» Томаса Пинчона. Кларк не ожидала, что её издатель примет примечания.
Фили объясняет, что свойственное поэту-романтику Джону Китсу «видение чар и опустошения, следующих за любыми делами с фэйри» оказало большое влияние на роман, это видно из повторяющихся отсылок к «холодным холмам» (cold hill side). Магия в «Джонатане Стрендже и мистере Норрелле» была описана как «зимняя и зловещая» и «меланхолическая, мрачная вещь». Она приносит за собой «стаи черных птиц, лес, растущий среди каналов Венеции, край голых пустошей, куда можно войти только через зеркала, призрачный колокол, заставляющий людей думать обо всем, что они потеряли, полуночную тьму, следующую за проклятым человеком, куда бы он ни шел». Мир Кларк соответствует этому настроению: «темноте, туману и сырости книга обязана значительной частью своей жутковатой, северной атмосферы».

## Жанр

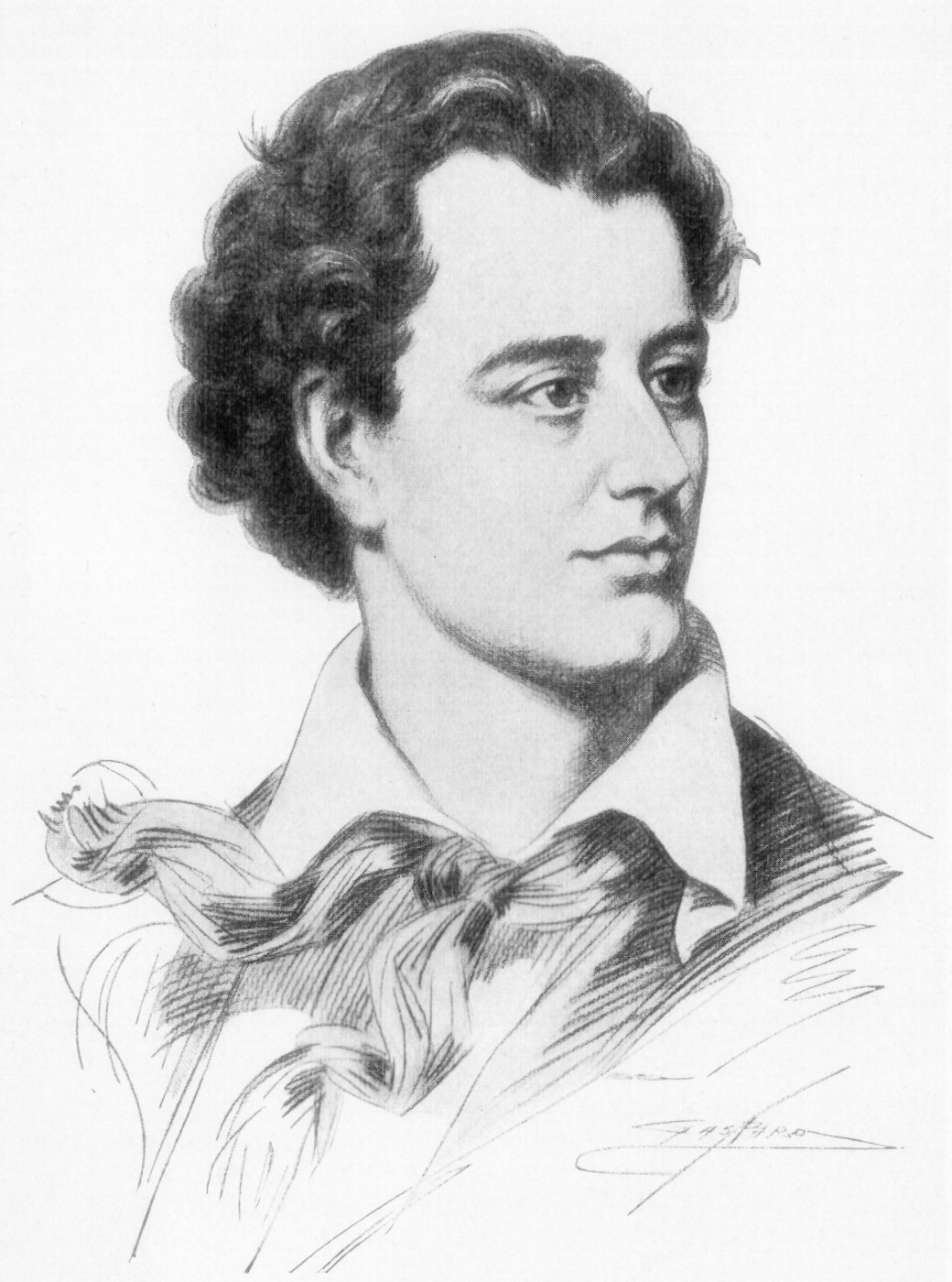
В романе лорд Байрон (на портрете) создает поэму «Манфред» под впечатлением от встречи с Джонатаном Стренджем

Рецензенты относят «Джонатан Стрендж и мистер Норрелл» к жанру фэнтези, альтернативной истории, исторического романа или комбинации этих жанров. Сама Кларк говорит: «Я думаю, что этот роман можно рассматривать как что-то новое… он смешивает воедино несколько жанров — таких как фэнтези, приключения, исторический пастиш — плюс вся эта история с примечаниями, комментирующими повествование». Она объясняет в интервью, что особенно на неё повлияли исторические романы Розмари Сатклифф и фэнтези Урсулы Ле Гуин и Алана Гарнера, также она очень любит работы Остен.
В рецензии для The Boston Globe Джон Фриман замечает, что у Кларк, как в произведениях Франца Кафки или Нила Геймана, фантастическое пропитано реализмом. По его утверждению, примечания в особенности придают повествованию правдоподобия: например, они описывают вымышленную биографию Джонатана Стренджа или список и точное расположение картин в доме Норрелла. Кларк описала в интервью, как она создавала подобное реалистическое фэнтези: «Один из способов „заземления“ магии — добавить побольше об уличном освещении, экипажах, и как тяжело найти хороших слуг». Для создания этого эффекта в романе многократно упоминаются реальные люди и вещи начала XIX века: художники Франсиско Гойя, Джордж Крукшенк, Томас Роулендсон; писатели Фанни Бёрни, Уильям Бекфорд, Мэтью Льюис, лорд Байрон и Анна Рэдклиф; «Белинда» Марии Эджуорт и «Эмма» Остен; издатель Джон Мюррей; политики лорд Каслри и Джордж Каннинг; журналы The Gentleman's Magazine и Edinburgh Review; мебель Чиппендейла и Веджвуд; безумие короля Георга III. По словам Кларк, она надеется, что магия в её романе так же реалистична, как в трилогии о Земноморье Ле Гуин. Этот реализм заставил некоторых рецензентов, например, Полли Шульман, доказывать, что книга Кларк — в первую очередь исторический роман.
Наряду с литературными стилями Кларк использует в пастише множество романтических литературных жанров: комедия нравов, готический роман, роман из жизни высшего света, военные приключения, байронический герой, исторический роман Вальтера Скотта. Фактически, роман Кларк можно рассматривать как своеобразную карту литературной истории начала XIX века: роман начинается со стилей и жанров Английского Регентства, «остеновского мира легких, ярких, искрометных диалогов и благовоспитанного высшего света», и постепенно превращается в мрачную байроническую историю Кларк сочетает эти романтические жанры с современными, такими как фэнтези, испытывая влияние Дж. Р. Р. Толкина, Т. Х. Уайта, К. С. Льюиса. Многие рецензенты сравнивают «Джонатан Стрендж и мистер Норрелл» с «Гарри Поттером». Энни Лински из «The Baltimore Sun», однако, считает, что «аллюзия вводит в заблуждение»: в отличие от романов Роулинг, книга Кларк нравственно неоднозначна, со сложным сюжетом и тёмными персонажами.

## Реакция на роман

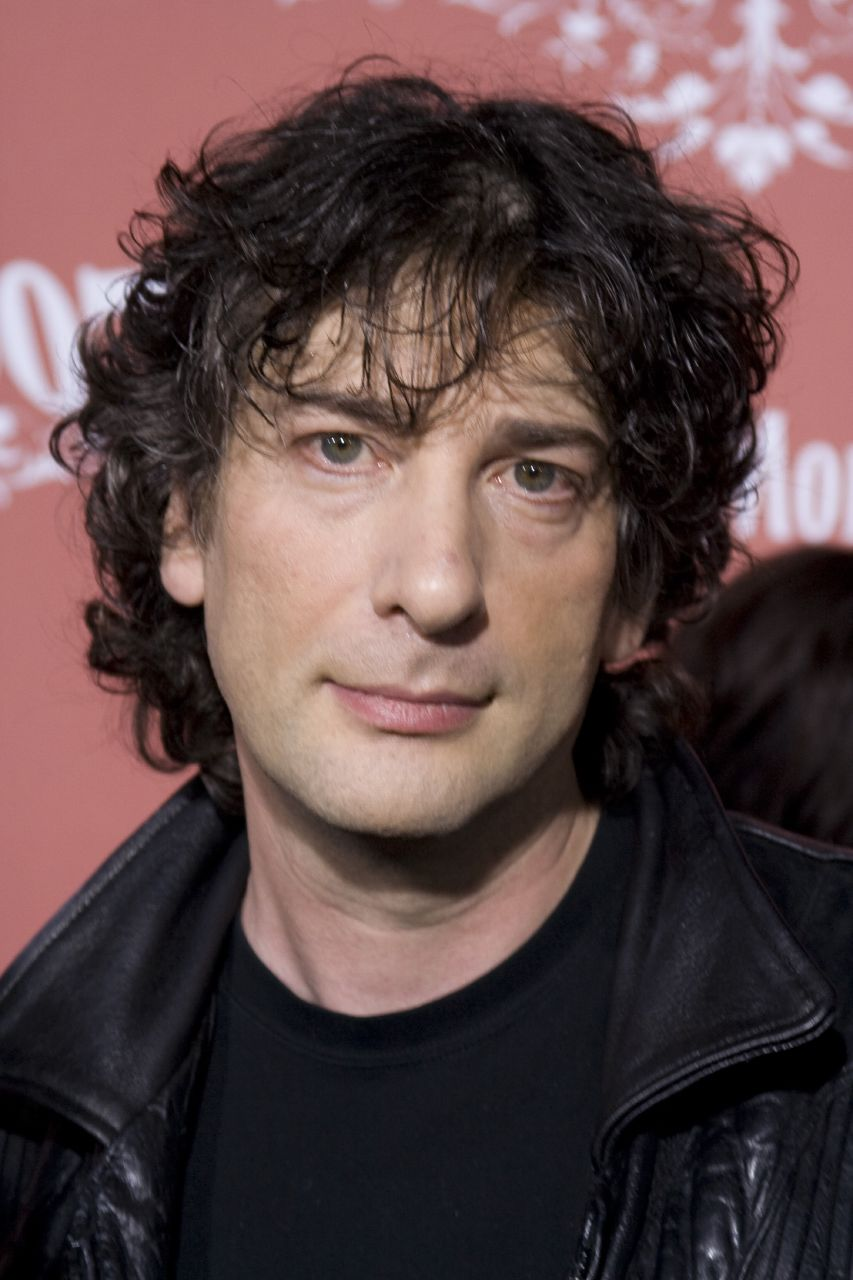
Нил Гейман отозвался о «Джонатане Стрендже и мистере Норрелле»: «Несомненно лучший английский фантастический роман, написанный за последние семьдесят лет».

Для продвижения «Джонатана Стренджа и мистера Норрелла» издательство Bloomsbury — которое также опубликовало серию книг о Гарри Поттере — запустило рекламную кампанию, названную газетой The Observer «одной из самых больших маркетинговых кампаний в истории книгопечатания». Она включала планы на публикацию глав из романа в газетах, доставку книги на запряжённых лошадьми экипажах, размещение «тематических тизеров», например, фальшивых газет соответствующего периода, в кофейнях Соединённых Штатов. Предварительный тираж книги составил 7500 экземпляров, упакованных в бумагу и запечатанных восковой печатью с изображением ворона. В недели, предшествующие выходу книги, они продавались на eBay по 100 долларов К 2005 году коллекционеры платили тысячи фунтов стерлингов за подписанные экземпляры ограниченного издания романа.
Книга дебютировала девятым номером в списке бестселлеров New York Times, две недели спустя она поднялась до третьего места. Она оставалась в списке одиннадцать недель. Спустя четыре недели после публикации книга попала в топ-10 Amazon.com. После почти одновременного выхода романа в двадцати странах Сюзанна Кларк отправилась в рекламный тур, включавший двадцать городов.
Роман был встречен преимущественно благоприятными отзывами в крупнейших журналах и газетах. Журнал The New Republic отметил роман как «исключительную работу», одновременно «вдумчивую и полную неудержимого воображения» Газета Houston Chronicle описывает Кларк как писательницу, создающую великолепных персонажей, а «Denver Post» называет её «превосходным рассказчиком». Рецензенты отметили «ловкое» обращение Кларк со стилями в пастише, однако многие критиковали темп романа. «The Guardian» объясняет, что «сюжет во многих местах движется со скрипом, а темп затянут». Клют в рецензии для «Science Fiction Weekly» пишет, что «почти каждую сцену первых трёхсот страниц стоило бы бережно и деликатно подрезать» (курсив в оригинале), так как они мало помогают повествованию двигаться вперёд. The Baltimore Sun, напротив, называет роман «быстрым чтением». Обозреватель «New Statesman» Аманда Крейг хвалит его как «историю о магии, какую могла бы написать молодая Джейн Остин — или, возможно, молодая миссис Радклиф». Однако, она также критикует книгу, утверждая, что ей не хватает «анархической, в сущности, природы» фэнтези. Как бы то ни было, у рецензентов нет единой точки зрения ни по одному из этих вопросов.
Продвигая роман, Нил Гейман назвал его «несомненно лучшим английским фантастическим романом, написанным за последние 70 лет» — обычно это утверждение воспринимается как гипербола. Клют, однако, утверждает, что Гейман имел в виду «лучший английский фантастический роман со времён великого „Луда-Туманного“ Хоуп Миррлиз, который почти наверняка является лучшим английским фэнтези об отношениях между Англией и фантастикой, опубликованным до сих пор» (курсив в оригинале). Клют делает и «более осторожное утверждение»: «Если Сюзанна Кларк закончит историю, которую едва начала в „Стрендже“… она может написать лучший английский роман о мифе Англии, и мифе фантастики, и браке между ними, который когда-либо публиковался, превосходящий даже Миррлиз».

## Награды и номинации
| Премия                                              | Год  | Результат |
| --------------------------------------------------- | ---- | --------- |
| Букеровская премия                                  | 2004 | Лонг-лист |
| Уитбредовская премия за первый роман                | 2004 | Шорт-лист |
| Guardian First Book Award                           | 2004 | Шорт-лист |
| Лучший роман года по версии «Time»                  | 2004 | Победа    |
| British Book Awards — The Literary Fiction Award    | 2005 | Шорт-лист |
| Премия «Хьюго» за лучший роман                      | 2005 | Победа    |
| Всемирная премия фэнтези за лучший роман            | 2005 | Победа    |
| Премия Локус за лучший дебютный роман               | 2005 | Победа    |
| Мифопоэтическая премия за произведение для взрослых | 2005 | Победа    |
| British Book Awards — Newcomer of the Year Award    | 2005 | Победа    |

## Адаптации и продолжения

### Фильм
В октябре 2004 года компания «New Line Cinema» объявила о приобретении трехлетнего опциона на экранизацию «Джонатана Стренджа и мистера Норрелла». Кларк получила не названную более конкретно «семизначную сумму», заключив «самую крупную сделку о приобретении прав на фильм по книге за последние годы». Для написания сценария был выбран Кристофер Хэмптон, получивший в 1988 году Оскар за лучший адаптированный сценарий за «Опасные связи». Ответственными за проект были назначены исполнительные продюсеры «New Line» Марк Ордески и Айлин Мэйсел. 7 ноября 2005 года газета «The Daily Telegraph» сообщила, что Хэмптон завершил первые наброски: «Как вы можете представить, поиски какого-либо способа превратить эту огромную книгу в фильм разумной длины заняли немало времени… но это было весело… и очень непохоже на все, что я делал раньше». В это время ещё не был выбран ни режиссёр, ни кто-либо из актёров. В дальнейшем обязанности сценариста перешли к Джулиану Феллоузу, он работал над проектом до поглощения «New Line Cinema» «Warner Brothers». Идея фильма вскоре затухла.
В 2013 году телеканал BBC One начал съёмки одноименного сериала, который увидел свет в 2015 году. Джонатана Стренджа сыграл Берти Карвел, а мистера Норрелла — Эдди Марсан, режиссёром стал Тоби Хайнс, а сценарий написал Питер Харнесс.

### Продолжение
Сейчас Кларк работает над книгой, действие которой начинается спустя несколько лет после окончания «Джонатана Стренджа и мистера Норрелла». Центральными станут такие персонажи как Чилдермасс и Винкулюс, которые, как говорит Кларк, находятся «несколько ниже по социальной лестнице».